# Tot un senyor
Tot un senyor (en español: Todo un señor) fue una serie de televisión española emitida por TV3 en 1989 durante una temporada y trece episodios, entre el 10 de julio de 1989 y el 9 de octubre del mismo año. Fue dirigida por Esteve Duran y coescrita junto con Pau Pèrrim.

## Argumento
Narcís Pons, un maduro solterón que lleva una vida ordenada y metódica, es trasladado de la entidad bancaria de Barcelona donde trabaja a una sucursal de Vilavallram, un pueblo ficticio de la Cataluña interior, donde se tendrá que acostumbrar a su nueva vida.

## Reparto
- José Sazatornil ... Narcís Pons i Rius
- Alicia Tomás ...	Rosa
- Pepa Arenós ... Rita
- Pep Cruz ...	Domènec
- Àngels Aymar ...	Neus
- Pep Sais ...	Benet
- Carme Fortuny	...	Concepció Salaberri
- Rafael Anglada ... Ricard
- Assumpta Rojas ... Àngels
- Pere Ponce ... Ferran
- Gaspar 'Indio' González ... Gaspar
- Jordi Udina ... Tobias
- Teresa Cunillé ... Victòria (hermana de Narcís)